# Вільям Голсі
Вільям Фредерік Голсі Молодший (англ. William Frederick Halsey, Jr.; 30 жовтня 1882 Елізабет, Нью-Джерсі — 16 серпня 1959 Фішерс-Айленд, Нью-Йорк) — американський військово-морський діяч. Один із найвідоміших американських адміралів. Адмірал флоту США з 11 грудня 1945 року. З 1943 по 1945 рік командував 3-м флотом США.

## Життєпис

### Ранні роки
Вільям Фредерік Голсі народився 30 жовтня 1882 року в невеликому містечку Елізабет, розташованим в штаті Нью-Джерсі, США. Батько — морський офіцер, лейтенант Вільям Ф. Голсі, закінчив Військово-морську академію США, походив зі знатної сім'ї, його далеким родичем був 13-й віцепрезидент США Руфус Кінґ. Мати — Ейн Брюстер Голсі, обожнювала море, походила з родини массачусетських колоністів.
Вільям Голсі ще юнаком вирішив присвятити себе флоту. 1899 року намагався вступити до Військово-Морської академії США, однак невдало і він пішов вчитися до Університету Вірджинії. Провчившись там один рік на лікаря, Голсі залишив університет і 1900 року таки вступив до Військово-Морської академії США. В академії він став зіркою з американського футболу, завоювавши кілька індивідуальних призів як найкращий фулбек. Тоді він і отримав своє прізвисько «Буйвол». 1904 року він закінчив академію й отримав звання мічман.

### Служба на флоті

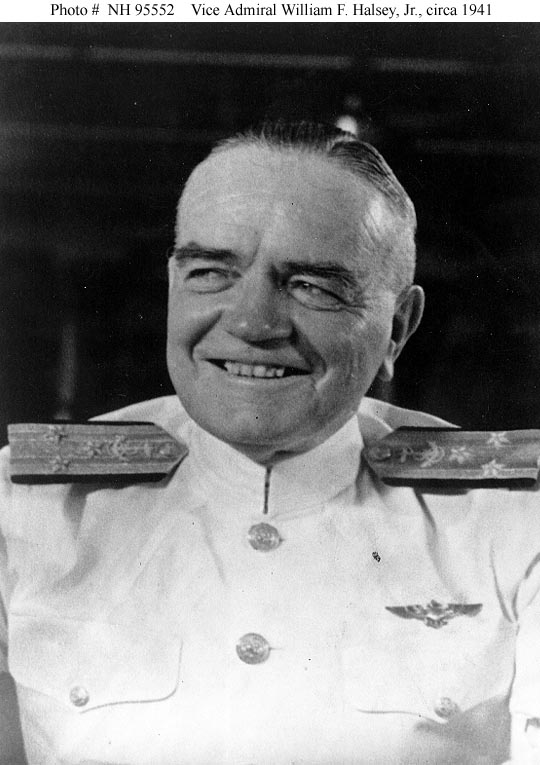
Вільям Голсі, 1941 рік

Після закінчення академії Голсі направили на лінійні кораблі, кілька разів ходив у навколосвітню подорож, зокрема, на лінкорі «Міссурі», був на доброму рахунку. Отримав звання лейтенанта, минаючи звання молодшого лейтенанта, а потім — і лейтенанта-командора.
Під час Першої світової війни командування довірило йому командування міноносцем, а потім — всією атлантичною торпедною флотилією, що складалася з прототипів торпедних катерів і міноносців.

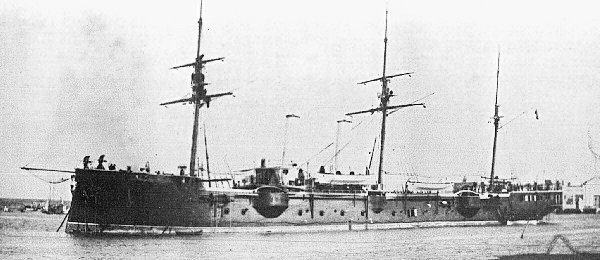
«Рейна Мерседес»

1918 року Голсі командував есмінцем «Шоу», супроводжував транспорти союзників по Атлантиці і захищав їх від німців. За хоробрість у боях з німецькими підводними човнами був нагороджений Військово-морським хрестом.
Після війни служив військово-морським аташе в Німеччині, Норвегії, Данії та Швеції. 1927 року повернувся до США — отримав призначення старпомом на лінкор «Вайомінг», а через пів року — звання капітана. Голсі став командувати старим трофейним крейсером «Рейна Мерседес», перебудованим під навчальне судно.
1933 року Голсі закінчив Військово-морський коледж у Род-Айленді, а наступного року — Армійський коледж. 1935 року Голсі опанував фах військово-морського льотчика і був призначений командиром авіаносця «Саратога». З 1937 року Голсі командував станцією військово-морської авіації у Пенсаколі. З 1938 року Голсі (у званні контрадмірала) був командиром дивізії авіаносців.

### Друга світова
1940 року Голсі отримав звання віцеадмірала та командування авіаносцем «Ентерпрайз». Коли японці завдали удару по Перл-Гарбор, авіаносець Голсі перебував поблизу острова Вейк. На початку 1942 року його літаки атакували захоплений японцями Вейк, а потім базу на острові Марка. Вільям Голсі за рішучість у битві за острів Вейк був нагороджений медаллю «За видатні заслуги» ВМС США, третьою за рангом нагородою на флоті.
18 квітня 1942 авіаносці «Горнет» і «Ентерпрайз» під командуванням Голсі в супроводі крейсерів і есмінців підібралися на 600 миль до Японії і 16 стратегічних бомбардувальників «В-25» здійснили відомий наліт Джеймса Дуліттла.
Три бомбардувальники взяли курс на Кобе, Осаку й Нагою. Мета решти — Токіо. Бомбування серед білого дня японських міст справила великий психологічний ефект, але завдали незначних матеріальних втрат — було розбито близько сотні будинків, вбито півсотні мирних жителів. Японські ППО не збили жоден літак, але при посадці на території Китаю розбилося 15 бомбардувальників, 10 льотчиків із 80 загинули, інші потрапили в полон. Важко переживаючи невдачу, адмірал Голсі захворів і повернувся тільки в середині жовтня 1942 року. Його призначили командувачем флоту в південному районі Тихого океану. Там головним завданням командувача було утримати острів Гуадалканал, де японці намагалися скинути в море морську піхоту США.

### Битва за Гуадалканал
Битва за острів Гуадалканал, один із Соломонових островів, відбувалася з 7 серпня 1942 року по 7 лютого 1943 року, і включала 3 великі сухопутні битви та 5 морських. Японці вивели з ладу «Горнет», який ввечері був добитий американським есмінцем. Отримав ушкодження «Ентерпрайз», проте він зміг прийняти всі вцілілі літаки обох авіаносців. Під керівництвом Голсі американський флот все ж розгромив японців у Санта-Крус і Тассафаронга, що створило умови для перемоги на Гуадалканалі.
Це був перший великий наступ союзників на японські сили, який став переломним моментом у боротьбі на Тихому океані. Після цієї битви Вільям Голсі був удостоєний звання адмірала.
Після введення нумерації флотів, Голсі став командувати 3-м флотом із театром військових дій — Нова Зеландія, Нова Каледонія, Нові Гібриди, Фіджі і частина Соломонових островів.
У березні 1943 року Голсі доручили командування ВМФ у південно-західній частині Тихого океану з завданням вибити японців з Соломонових островів. Завдання було непростим, оскільки архіпелаг Соломонових островів складається з 992 окремих островів загальною площею 28 тис. м².
Виконуючи це завдання, Вільям Голсі діяв обережно, обходячи сильні укріплені бази японців, і захоплював слабші острови, перерізаючи комунікації противника. На початку 1944 року флот Голсі зміг спокійно плавати біля берегів Нової Британії, руйнуючи одне за іншим берегові укріплення японців.

### Битва в затоці Лейте
Наступною великою операцією адмірала Голсі стало морський бій в затоці Лейте. Американське командування підготувало операцію «Кінг II» — вторгнення на Філіппіни. Це зруйнувало б комунікації Японії з Голландською Індією, звідки вона отримувала нафту, олово, каучук, харчові продукти.
Для протидії вторгненню Японія зібрала наступні сили: 1 важкий авіаносець, 3 легких авіаносці, 9 лінкорів, 19 крейсерів, 34 есмінці та близько 200 літаків. Два американських оперативних з'єднання під загальним командуванням адмірала Голсі протиставили їм: 17 важких авіаносців, 18 ескортних авіаносців, 12 лінкорів, 24 крейсери, 141 есмінець і корабель супроводу.
Наймасштабніша битва в морській історії відбувалася 23—26 жовтня 1944 року. Район бойових дій простягався на 600 миль з півночі на південь і на кількасот миль зі сходу на захід.
Сили були не рівні, і хоча японці вперше використали камікадзе, це їх не врятувало. Вони втратили 4 авіаносці, 3 лінкори, 8 крейсерів, 12 есмінців і близько 10 тисяч осіб особового складу. Після цієї битви флот Японії практично перестав існувати і не здійснив більше жодної великої операції.

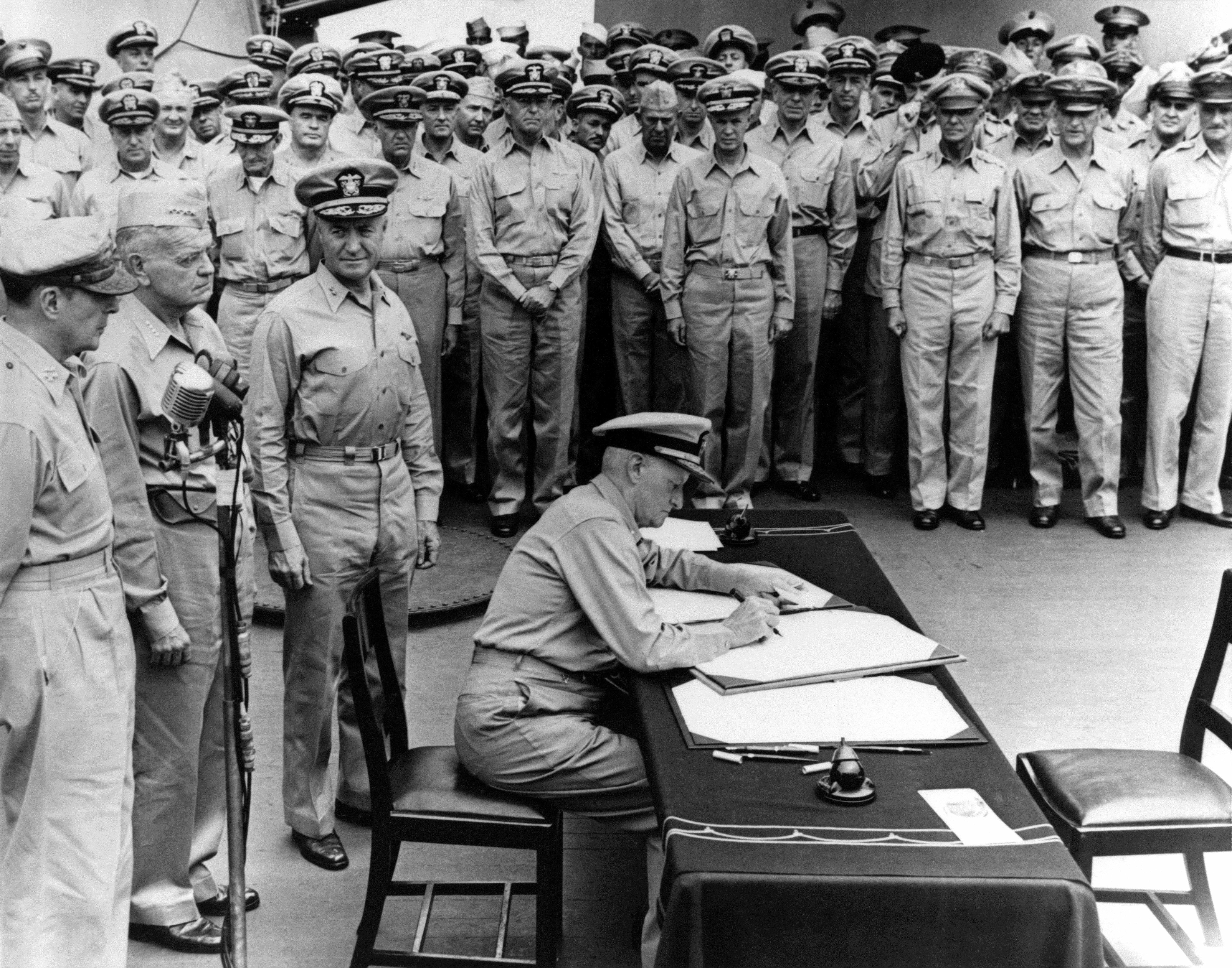
Церемонія підписання капітуляції Японії.

### Закінчення війни
26 січня 1945 року, після повернення з рейду в Південнокитайське море, Голсі здав командування адміралу Реймонду Спрюєнсу, а 3-й флот перейменували в 5-й. Повернувся Голсі на флот лише 28 травня, під час боїв за Окінаву. Флот Голсі надавав підтримку військам Макартура і продовжував завдавати ударів по Японських островах аж до моменту припинення вогню 15 серпня 1945.
Церемонія підписання капітуляції Японії відбувалась у Токійській бухті, 2 вересня 1945 року о 9:02 за токійським часом, на борту лінкора «Міссурі» — флагмана Голсі.
11 грудня 1945 року Вільям Голсі отримав найвище в ВМФ США звання адмірала флоту.

### Повоєнні роки
У квітні 1947 року Вільям Голсі вийшов у відставку, після чого обіймав керівні посади в кількох приватних компаніях. У 1951—1957 роках — президент «International Telecommunications Laboratories». Він оселився в розкішному особняку в Нью-Йорку.

## Особисте життя
Ще в університеті Вірджинії Голсі зустрів Френсіс Кук Гранді (1887—1968). Вони одружилися 1 грудня 1909 року, в Норфолку. Наприкінці 1930-х років у дружини Голсі розвинувся маніакально-депресивний психоз.
У Голсі було двоє дітей, Маргарет Бредфорд (10 жовтня 1910 — грудень 1979) та Вільям Фредерік Голсі III (8 вересня 1915 — 23 вересня 2003).
Помер Голсі 16 серпня 1959 року у Фішерс-Айленд, штат Нью-Йорк. 20 серпня 1959 року, Голсі був похований біля своїх батьків на Арлінгтонському національному цвинтарі. Його дружина, Френсіс Гранді Голсі, похована разом з ним.